# Martin Zürn

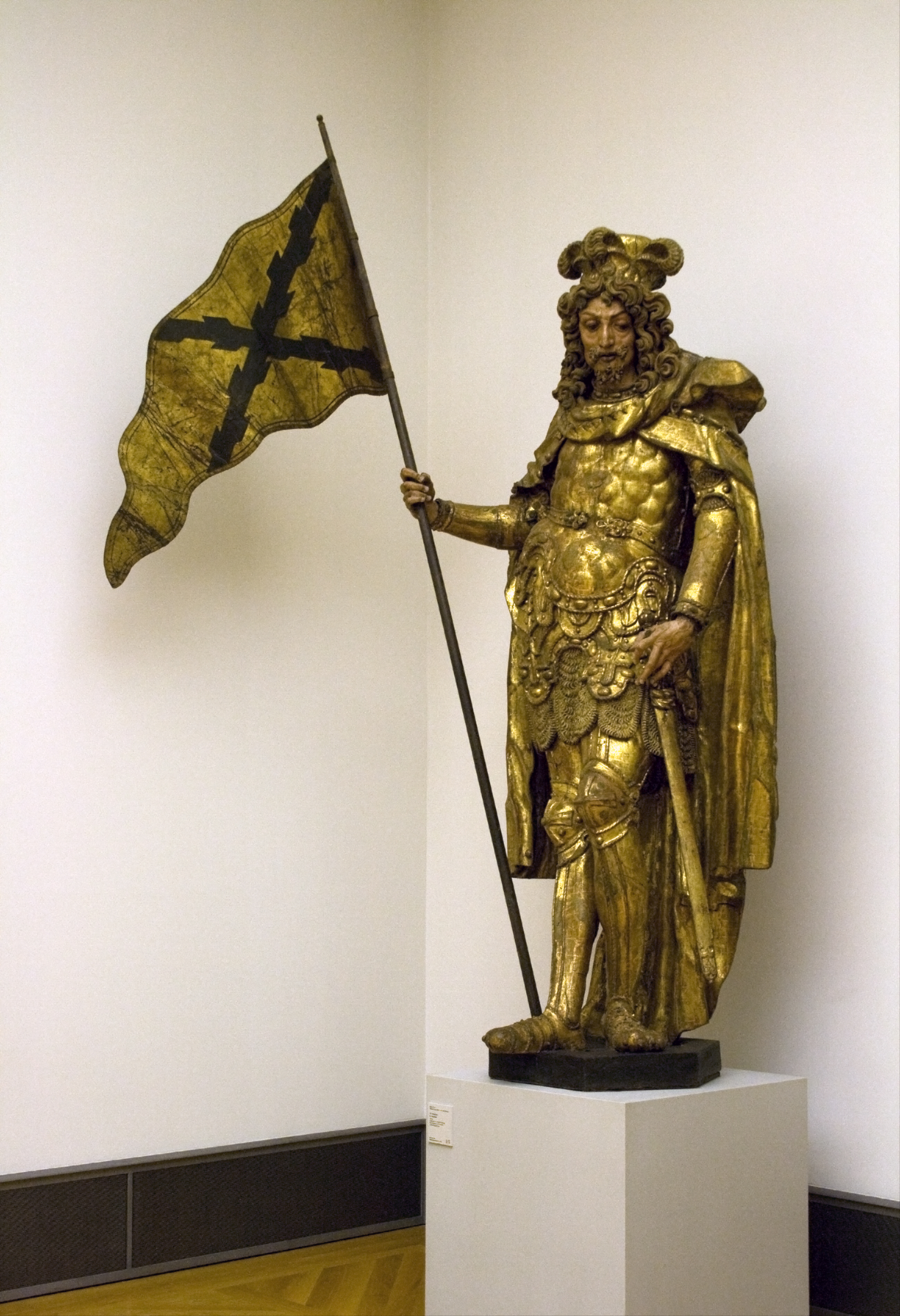
Hl. Sebastian, Martin Zürn, 1638–39

Martin Zürn (* zwischen 1585 und 1590 in Waldsee; † nach 1665 in Braunau am Inn [?]) war ein deutscher Bildhauer des Barocks aus der Bildhauerfamilie Zürn, der hauptsächlich im bayerischen Raum und in Oberösterreich arbeitete.

## Leben
Er war ein Sohn Hans Zürns des Älteren und Bruder von Jörg Zürn. Seit 1624 arbeitete er meist gemeinsam mit seinem Bruder Michael Zürn dem Älteren (um 1590–nach 1651) in Bayern und in Österreich im Innviertel. Sie entwickelten in ihren Werken aus dem späten Manierismus eine barocke Formensprache.